# Table d'Ulpien
La Table d'Ulpien est une table de mortalité de la Rome antique. Elle est connue par une citation du juriste Aemilius Macer, reprise par le Digeste dû à Justinien. 

## Table
Le texte d'Ulpien présente en fait deux chiffres : la forma, qui est le barème prôné par Ulpien, et le barème coutumier (solitum est) qui serait plus ancienne. La forma est décrite comme un moyen de calculer les alimenta et la valeur de l'usufruit. Les chiffres figurant en face de l'âge du bénéficiaire sont à multiplier par la valeur annuelle de l'annuité.  
| Table de mortalité d'Ulpien et table coutumière        |                                   |                                   |
| Âge du bénéficiaire (x)                                | Prix d'une rente viagère unitaire | Prix d'une rente viagère unitaire |
| Âge du bénéficiaire (x)                                | Ulpien                            | Coutume                           |
| 0–19                                                   | 30                                | 30                                |
| 20–24                                                  | 28                                | 30                                |
| 25–29                                                  | 25                                | 30                                |
| 30–34                                                  | 22                                | (60-x)                            |
| 35–39                                                  | 20                                | (60-x)                            |
| 40–49                                                  | (60-x-1)                          | (60-x)                            |
| 50–54                                                  | 9                                 | (60-x)                            |
| 55–59                                                  | 7                                 | (60-x)                            |
| 60–                                                    | 5                                 | 0 (?)                             |
| D'après Frier, Roman life expectancy, p. 217, table 1. |                                   |                                   |

Attention, la table ne représente pas l'espérance de vie. Voir une discussion du problème dans l'article en anglais.

## Texte original
| Aemilius Macer (2 ad Leg. Vic. Hered.). Computationi in alimentis faciendae hanc formam esse Ulpianus scribit, ut a prima aetate usque ad annum vicesimum quantitas alimentorum triginta annorum computetur eiusque quantitatis Falcidia (Macer: vicesima) praestetur, ab annis vero viginti usque ad annum vicesimum quintum annorum viginti octo, ab annis viginti quinque usque ad annos triginta annorum viginti quinque, ab annis triginta usque ad annos triginta quinque annorum viginti duo, ab annis triginta quinque usque ad annos quadraginta annorum viginti. ab annis quadraginta usque ad annos quinquaginta tot annorum computatio fit, quot aetati eius ad annum sexagesimum deerit remisso uno anno: ab anno vero quinquagesimo usque ad annum quinquagesimum quintum annorum novem, ab annis quinquaginta quinque usque ad annum sexagesimum annorum septem, ab annis sexaginta, cuiuscumque aetatis sit, annorum quinque. eoque nos iure uti Ulpianus ait et circa computationem usus fructus faciendam. solitum est tamen a prima aetate usque ad annum trigesimum computationem annorum triginta fieri, ab annis vero triginta tot annorum computationem inire, quot ad annum sexagesimum deesse videntur. numquam ergo amplius quam triginta annorum computatio initur. sic denique et si rei publicae usus fructus legetur, sive simpliciter sive ad ludos, triginta annorum computatio fit. | [Aemilius] Macer, Sur la loi taxant de cinq pour cent les propriétés foncières, Book II. traduction à venir |

Digest 35.2.68, tr. S. P. Scott